# Alisa Vainio
Alisia Pauliina Vainio (Lappeenranta, 25 aprile 1997) è una maratoneta finlandese.

## Palmarès
| Anno | Manifestazione | Sede              | Evento         | Risultato | Prestazione | Note                                     |
| ---- | -------------- | ----------------- | -------------- | --------- | ----------- | ---------------------------------------- |
| 2014 | Mondiali U20   | Eugene            | 3000 m siepi   | Batteria  | 10'40"08    |                                          |
| 2015 | Europei U20    | Eskilstuna        | 5000 m piani   | 4ª        | 16'27"81    | Miglior prestazione personale            |
| 2015 | Europei U20    | Eskilstuna        | 3000 m siepi   | Bronzo    | 10'30"83    |                                          |
| 2019 | Mondiali       | Doha              | Maratona       | dnf       | dnf         |                                          |
| 2022 | Mondiali       | Eugene            | Maratona       | 16ª       | 2h30'29"    |                                          |
| 2022 | Europei        | Monaco di Baviera | Maratona       | dnf       | dnf         |                                          |
| 2023 | Mondiali       | Budapest          | Maratona       | 22ª       | 2h32'14"    |                                          |
| 2024 | Europei        | Roma              | Mezza maratona | 27ª       | 1h11'50"    | Miglior prestazione personale stagionale |

## Campionati nazionali
2013
- Argento ai campionati finlandesi under-17, 3000 m piani - 10'11"95
- Oro ai campionati finlandesi under-17, 1500 m siepi - 4'57"47

2014
- 8ª ai campionati finlandesi, 5000 m piani - 17'09"50
- Oro ai campionati finlandesi under-18, 3000 m piani - 10'01"24
- Bronzo ai campionati finlandesi under-18, 1500 m piani - 4'43"47
- Oro ai campionati finlandesi under-18 indoor, 1500 m piani - 4'49"70

2015
- Oro ai campionati finlandesi, 10000 m piani - 32'58"17
- Argento ai campionati finlandesi, 5000 m piani - 16'11"87
- Oro ai campionati finlandesi under-20, 3000 m piani - 9'28"48
- Oro ai campionati finlandesi under-20, 3000 m siepi - 10'03"97

2018
- Oro ai campionati finlandesi, 10000 m piani - 33'32"77
- Argento ai campionati finlandesi, 5000 m piani - 16'16"65
- Oro ai campionati finlandesi di maratona - 2h34'49"

2019
- Argento ai campionati finlandesi, 10000 m piani - 34'05"00

2022
- Oro ai campionati finlandesi di mezza maratona - 1h12"22"

2023
- Oro ai campionati finlandesi di mezza maratona - 1h11'31"

2024
- Oro ai campionati finlandesi, 10000 m piani - 33'40"54
- Oro ai campionati finlandesi di mezza maratona - 1h14'00"

## Altre competizioni internazionali
2015
- Oro alla Maratona di Lappeenranta ( Lappeenranta) - 2h33'24"

2022
- 7ª alla Maratona di Rotterdam ( Rotterdam) - 2h29'56"
- 18ª alla Maratona di Siviglia ( Siviglia) - 2h30'22"

2023
- 10ª alla Maratona di Siviglia ( Siviglia) - 2h27'26"

2024
- 14ª alla Maratona di Berlino ( Berlino) - 2h25'36"
- Bronzo alla Maratona di Copenaghen ( Copenaghen) - 2h28'21"
- 12ª alla Mezza maratona di Copenaghen ( Copenaghen) - 1h09'30"